# چلونک
چلونک روستایی در دهستان آفریز بخش سده شهرستان قائنات استان خراسان جنوبی ایران است. بر پایه سرشماری عمومی نفوس و مسکن در سال ۱۳۹۰ جمعیت این روستا ۳۰۶ نفر (در ۹۰ خانوار) بوده‌است.